# Zebecke
Zebecke ist eine ungarische Gemeinde im Kreis Lenti im Komitat Zala. Der Ort mit einer Fläche von 4,45 km² hat 58 Einwohner (Stand 2011).

## Geografische Lage
Zebecke liegt ungefähr 12 Kilometer nordöstlich der Kreisstadt Lenti. Nachbargemeinden sind Csertalakos, Mikekarácsonyfa, Ortaháza und Kissziget.

## Geschichte
Der Ort wurde erstmals 1328 unter dem Namen Zebuske erwähnt und war ehemals von dichtem Wald umgeben. In den Türkenkriegen fanden einige Schlachten im Raum von Zebecke statt.
Darum sind in das Wappen des Dorfes die Hand mit dem Schwert und das Baumsymbol aufgenommen worden.
Das „Geographisch-Historische Lexikon von Ungarn“ (1786) beschreibt den Ort als „Dorf im Salader Kom[itat] 3 M[eilen] von Egerßeg, im größern Bezirk Kapornak. Lebt vom Feldbau, ist Fürst Eßterhasich und Ludwich Erdödisch“.
Im Jahr 1907 gab es in der damaligen Kleingemeinde 54 Häuser und 301 Einwohner auf einer Fläche von 747  Katastraljochen. Sie gehörte zu dieser Zeit zum Bezirk Nova im Komitat Zala.
Die Zahl der Einwohner sinkt seit 1990 ständig. Es gibt nur noch wenige Kinder unter 18 Jahren und viele der Gebäude sind leer stehende Häuser. Im Ort gibt es weder einen Laden noch eine Gaststätte.
Der Bürgermeister arbeitet ehrenamtlich und es besteht eine Verwaltungsgemeinschaft mit der Gemeinde  Csömödér. Der Gemeinderat (Selbstverwaltung) von Zebecke besteht neben dem Bürgermeister noch aus zwei
gewählten Abgeordneten.

## Sehenswürdigkeiten
- Römisch-katholische Kirche Kármel-hegyi Boldogasszony misézőhely mit separatem Glockenturm
- Varga-Steinkreuz, erschaffen 1912

## Verkehr
Durch Zebecke verläuft die Landstraße Nr. 7547. Es bestehen Busverbindungen nach Csömödér sowie über Nova nach Lenti. Der nächstgelegene Bahnhof befindet sich drei Kilometer südlich in Ortaháza.